# Kapten Gulskägg
Kapten Gulskägg (originaltitel: Yellowbeard) är en amerikansk komedi från 1983 med Graham Chapman i titelrollen som sjörövaren Kapten Gulskägg (Yellowbeard). Skriven av Chapman och Peter Cook.

## Rollista
- Graham Chapman - kapten Gulskägg
- Peter Boyle - Moon
- Cheech Marin - El Segundo
- Tommy Chong - El Nebuloso
- Peter Cook - Lord Lambourn
- Marty Feldman - Gilbert
- Martin Hewitt - Dan
- Michael Hordern - doktor Gilpin
- Eric Idle - Commander Clement
- Madeline Kahn - Betty
- James Mason - kapten Hughes
- John Cleese - Harvey 'Blind' Pew
- Kenneth Mars - herr Crisp and Verdungo
- Spike Milligan - Flunkie
- Stacey Nelkin - Triola
- Nigel Planer - Mansel
- Susannah York - Lady Churchill
- Beryl Reid - Lady Lambourn
- Ferdy Mayne - herr Beamish
- John Francis - Chaplain
- Peter Bull - drottning Anne
- Bernard Fox - Tarbuck
- Ronald Lacey - man med papegoja
- Greta Blackburn - herr Prostitute
- Nigel Stock - amiral
- Kenneth Danziger - herr Martin
- Monte Landis - fångvaktare
- David Bowie - The Shark (uncredited)
- Michael Mileham - The Coxan (uncredited)